# Kidney Disease: Improving Global Outcomes
Kidney Disease: Improving Global Outcomes, kurz KDIGO, ist eine unabhängige gemeinnützige Organisation, deren Ziel es ist, weltweit die Behandlung von Patienten mit Nierenkrankheiten zu verbessern. Die KDIGO wurde 2003 gegründet und unterliegt belgischem Recht. Die KDIGO koordiniert die Entwicklung von evidenzbasierten klinischen Leitlinien auf dem Gebiet der Nierenkrankheiten. Die Leitlinien der KDIGO werden von internationalen Arbeitsgruppen entwickelt. Die Arbeitsgruppen kooperieren mit einem professionellen „Evidence Review Team“, das die wissenschaftlichen Arbeiten, die zu einem bestimmten Thema erschienen sind, systematisch begutachtet. Die Qualität der wissenschaftlichen Aussagen und die Stärke der ausgesprochenen Empfehlungen werden gemäß dem Vorgehen der evidenzbasierten Medizin bewertet und in Evidenzklassen und Empfehlungsgrade eingeteilt. Vor der endgültigen Verabschiedung werden die Leitlinien der Öffentlichkeit zur Begutachtung vorgestellt.
Bislang sind folgende Leitlinien der KDIGO erschienen:
- Hepatitis C bei chronischer Nierenkrankheit
- Klinischen Diagnostik, Bewertung, Vorbeugung und Behandlung von Störungen des Mineral- und Knochenstoffwechsels bei chronischer Nierenerkrankung
- Betreuung von Nierentransplantatempfängern
- Akutes Nierenversagen
- Glomerulonephritis
- Blutdruck bei chronischer Nierenkrankheit
- Anämie bei chronischer Nierenkrankheit
- Klassifizierung und Management von chronischer Nierenkrankheit